# Tools 40
Tools 40 je souborový manažer pro počítače Sinclair ZX Spectrum a kompatibilní (například Didaktik) s připojenou disketovou jednotkou Didaktik 40 nebo Didaktik 80 a pro počítač Didaktik Kompakt. Jedná se o program českého původu, vydavatelem programu byla společnost Proxima - Software v. o. s.
Autory programu jsou Tomáš Vilím a Jiří Koudelka. Program vznikl jako náhrada přislíbeného programu ZX Tools, který měl napsat Jiří Vondráček, který mezitím ze společnosti Proxima - Software v. o. s. odešel.
Následníkem programu Tools 40 je Tools 80, který již umí pracovat se dvěma disketovými mechanikami.